# Restes prehistòriques de Capocorb Nou - Es Camí Vell
Les restes prehistòriques de Capocorb Nou - Es Camí Vell és un jaciment arqueològic situat a banda i banda del camí que condueix, des de la carretera del Cap Blanc, a les cases de la possessió de Capocorb Nou del municipi de Llucmajor, Mallorca. El jaciment està constituït per unes restes d'estructures esbaldregades de les quals s'endevina una clara planta circular i una possible naveta d'habitació. Les estructures estan situades sobre un petit turó exceptuant la de planta circular que es troba a nivell d'en terra. El jaciment està situat dins una tanca, arran del vèrtex on conflueixen els dos marges i pel mig del qual s'hi ha practicat un camí. Als voltants apareix ceràmica romana.